# Dongye
Ye (예?, 濊?) o Dongye (toŋ.je, lett. "Ye orientale") fu uno Stato coreano che occupò parte della penisola coreana nordorientale all'incirca dal III secolo a.C. al V secolo d.C. Confinava con Goguryeo e Okjeo a nord, Jinhan a sud e la comanderia di Lelang, parte della Cina, a ovest. Oggi, il suo territorio consiste delle province dell'Hamgyŏng Meridionale e di Kangwon in Corea del Nord e della provincia di Gangwon in Corea del Sud.

## Storia

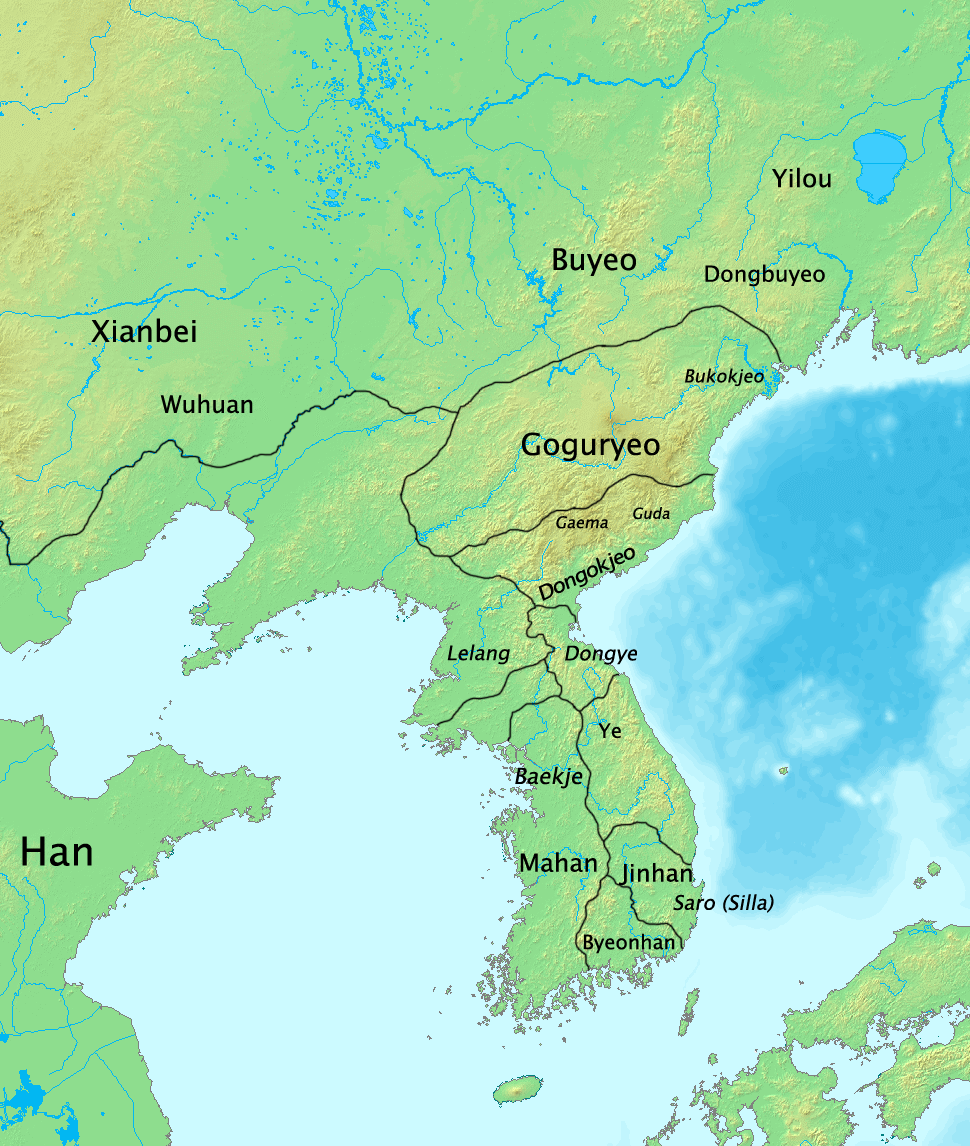
Proto-Tre Regni, circa 1 a.C.

Ye appare nella storia come uno stato vassallo di Goguryeo. All'inizio del V secolo, tuttavia, il re Gwanggaeto il Grande di Goguryeo annesse Ye, con l'obiettivo di dominare l'intera porzione settentrionale della penisola coreana e buona parte della Manciuria. Una piccola parte meridionale di Ye fu assorbita da Silla.
Haslla (何瑟羅; oggi Gangneung) era originariamente la capitale di Ye. Apparteneva a Wiman Joseon nel 129 a.C. Namryeo, capo degli Yemaek, tradì Wiman Joseon e si unì agli Han nel 128 a.C. Con la creazione delle quattro comanderie di Han, fu riorganizzato nella comanderia di Lintun (108 a.C.). Divenne indipendente nell'82 a.C.; nel 60 a.C., il re Siljik emigrò a Uljin quando Haslla attaccò il Siljikgok. Haslla, Bulnaeye (不耐穢; oggi contea di Anbyon) e Hwaryeo (華麗; oggi contea di Kumya) sono note come gli Stati originati da Ye. Nel settembre del 40 a.C., i popoli di Hwaryeo e Bulnaeye unirono le forze per invadere la frontiera settentrionale. I Maek stavano aspettando ad ovest del fiume con una forza militare e li colpirono, sconfiggendoli. Il re si rallegrò e ristabilì relazioni amichevoli con i Maek. Non è chiaro se "Maek" faccia riferimento a Baekje, Goguryeo o Malgal, ma appare spesso nel Samguk sagi. Secondo uno studio del 2016, Siljikgok (oggi Samcheok) è altresì un'area interessata dalla cultura Ye.
Secondo il Libro degli Han posteriori e le Cronache dei Tre Regni, i soldati erano tanto bravi nella fanteria quanto quelli di Okjeo. Avevano un senso di omogeneità con Goguryeo. Si dice che usassero lance lunghe tre zhang (circa 6,9 metri) come armi e supportassero l'esercito come vassalli di Goguryeo.

## Popoli e cultura
I popoli Ye si consideravano come lo stesso popolo di Goguryeo, e condividevano lingua e origini etniche con Okjeo e Goguryeo. Questo potrebbe indicare che Dongye avesse altresì un'origine comune con Buyeo e Gojoseon. La popolazione consisteva in circa 280.000 famiglie.
Poche informazioni sugli Ye sopravvivono; la maggior parte proviene dalla discussione dei barbari orientali nelle Cronache dei Tre Regni. L'abitudine del Mucheon (무천?, 舞天?), un festival in canzoni e danze nel decimo mese, è menzionato in alcuni documenti. Potrebbe essere stato correlato al festival di Dongmaeng in Goguryeo, che si teneva nello stesso periodo dell'anno, che a sua volta incorporava manifestazioni marziali. Il Mucheon era largamente ritenuto di buon auspicio per il nuovo anno. Il popolo venerava la tigre come divinità.
L'economia di Ye si basava principalmente sull'agricoltura, inclusa la sericoltura e la coltivazione della canapa. L'agricoltura sembra fosse molto ben organizzata a livello di villaggio. La legge di Ye prevedeva sanzioni severe per coloro che invadevano i terreni comuni.